# Kamienica Dawida Prussaka w Łodzi
Kamienica Dawida Prussaka – kamienica położona przy ulicy Piotrkowskiej 49 w Łodzi. Kamienica została wpisana do Gminnej Ewidencji Zabytków miasta Łodzi z numerem 969.

## Historia

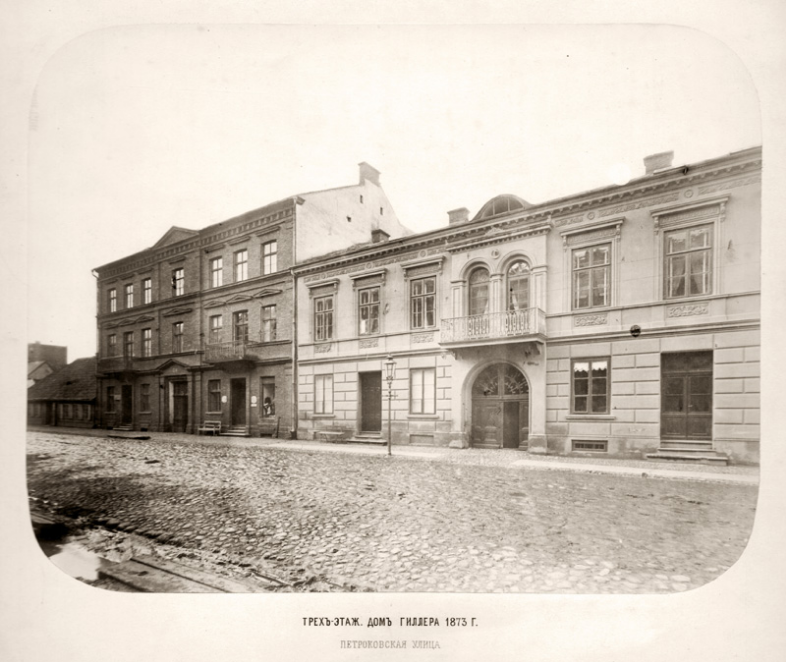
Kamienica (po prawej) w 1873

Pod koniec lat 60. XIX w. posesja należała do Ernsta Halanga, a w latach 70. XIX w. przeszła w ręce Dawida Prussaka, który to przyjechał do Łodzi do swojego starszego brata Abrahama Prussaka, znanego fabrykanta i właściciela m.in. kamienicy przy ul. Piotrkowskiej 5. Dzięki pomocy brata, Dawid Prussak uruchomił w 1870 zakład produkcyjny flaneli i tkanin kortowych przy ulicy Zachodniej 68. W latach 70. zatrudniał ponad 30 robotników, a na początku lat 90. w zakładzie pracowało już ponad 90 ludzi.
Kamienica początkowo była jednopiętrowa, ale na przełomie 1888/1889 została rozbudowana o kolejne piętro oraz strych. W 1900 dokonano natomiast przebudowy okien sklepowych oraz obniżenia podłogi. Od 1928 roku mieścił się tutaj dział administracyjny nowo powstałej Fabryki Wyrobów Włókienniczych Abrama Ickowicza.